# The Redemption of the Jasons
The Redemption of the Jasons è un cortometraggio muto del 1915 diretto da Archer MacMackin. Prodotto dalla Beauty (American Film Manufacturing Company), il film, di genere drammatico, aveva come interpreti Webster Campbell, Neva Gerber, Frank Cooley, Rae Berger, Gladys Kingsbury.

## Trama
Alice James, incapace di mantenere il suo bambino, giunge alla conclusione che per il suo bene lo lascerà davanti alla porta di Jerry e Jim Jason, due scapoli che si potranno prendere cura del piccolo. I due accolgono con gioia il bambino ma presto si accorgono che l'entusiasmo non è sufficiente e che dovranno ricorrere a una bambinaia esperta. Alice, ancora con il cuore spezzato per la perdita del figlio, quando vede l'annuncio si presenta subito per ottenere il posto.

Felice di essere di nuovo con il bambino, la donna riempie di gioia la casa dei due scapoli che finiscono per innamorarsi tutti e due di lei. Un giorno, però, una pettegola diffonde la notizia che Alice è stata vista baciarsi con un uomo. I fratelli Jason le chiedono allora una spiegazione. Lei rivela che quello che è stato visto con lei è Tom, suo marito che, gravemente ammalato, è ritornato guarito dalla casa di cura. Per non perdere la gioia di avere con loro il bambino, i fratelli Jason assumono anche Tom, affinché la compagnia del piccolo possa continuare a illuminare le loro vite solitarie e senza amore.

## Produzione
Il film fu prodotto dalla American Film Manufacturing Company.

## Distribuzione
Distribuito dalla Mutual, il film - un cortometraggio in una bobina - uscì nelle sale statunitensi l'8 giugno 1915.